# Barry Mendel
Barry Mendel (* 1963) ist ein Filmproduzent.

## Leben
Mendel etablierte sich recht schnell in der Filmbranche und konnte bereits mit seinem zweiten Film als Regisseur eine Oscar-Nominierung erlangen. Sein nächster großer Erfolg war München mit Eric Bana, Geoffrey Rush und Daniel Craig in den Hauptrollen und unter der Regie von Steven Spielberg, für den er eine weitere Oscarnominierung verbuchen kann.

## Filmografie (Auswahl)
- 1998: Rushmore
- 1999: The Sixth Sense
- 2000: Unbreakable – Unzerbrechlich (Unbreakable)
- 2001: Die Royal Tenenbaums (The Royal Tenenbaums)
- 2004: Die Tiefseetaucher (The Life Aquatic with Steve Zissou)
- 2005: Serenity – Flucht in neue Welten (Serenity)
- 2005: München (Munich)
- 2008: The Happening
- 2009: Wie das Leben so spielt (Funny People)
- 2009: Funny People: HBO Behind the Comedy (TV)
- 2009: Roller Girl – Manchmal ist die schiefe Bahn der richtige Weg (Whip It)
- 2010: Peacock
- 2010: Shanghai
- 2011: Brautalarm
- 2012: Immer Ärger mit 40 (This Is 40)
- 2015: Dating Queen (Trainwreck)
- 2017: The Big Sick
- 2020: The King of Staten Island

## Auszeichnungen
- 2000: BAFTA Award: Nominierung in der Kategorie Bester Film für Sixth Sense
- 2000: Oscar: Nominierung in der Kategorie Bester Film für Sixth Sense
- 2006: Oscar: Nominierung in der Kategorie Bester Film für München
- 2009: Goldene Himbeere: Nominierung in der Kategorie Schlechtester Film für The Happening